# محمد بن صالح السماوي
محمد بن صالح بن هادي السماوي، الصنعاني، ابن حريوه وحريوة لقب أبيه، أحد عظماء القرن الثالث عشر، ونجوم علماء الزيدية الأعلام، نشأته بصنعاء، وأخذ عن علماء عصره حتى برع في شتى الفنون، وفاق أقرانه، وأقر له بالفضل وعلو الدرجة في العلوم، تفرغ لنشر العلم. وكان صريحاً في القول بالحق، شديد الولاء لآل محمد، قوي الهجوم بالحجة على المنحرفين، «في طبعه شيء من الحدة» انتقد المهدي عبد الله، ورد على كتاب الشوكاني (السيل الجرار) بكتابه الشهير (الغطمطم الزخار).

## محنته
رد السماوي على كتاب الشوكاني (السيل الجرار) بكتابه (الغطمطم الزخار)، ومما أخذه على الشوكاني:
ـ أنَّه ينهى عن التقليد ويحرِّمه بعد أنْ حاول أنْ يكون له أتباع فلم يجد رغم استخدام نفوذه وألف (الدرر البهية) (وشرحه) وروج له، وحاول من خلال (السيل الجرار) أنْ يلزم المجتهدين فضلاً عن العوام بتقليده.
ـ أنه ينقل نصوصاً من كتب ابن حجر، أو الرازي، أو السيوطي، وهو لا يعرف معناها، مما يجعله يغلط في نقلها.
ـ تأثره بكتب الحديث، ولهذا فكل اعتراضاته سطحية إلا ما أخذه عن الحسن الجلال.
ـ أنَّه ـ أي الشوكاني ـ لا يعرف السنة، وأنَّه يدعي نصوصاً لا وجود لها، ويزيد في الأحاديث الزيادات لنصرة مذهبه لا أصل لها.
ـ أنَّه قد ينفي ورود أيِّ حديث في مسألة ما، ويكون ذلك الحديث في الصحاح الست، أو في المسانيد، والمعاجم المشهورة.
ـ قد يتجاهل الأدلة الصحيحة، ويورد الأدلة الضعيفة، ليتمكن من الردّ عليها.
ـ التناقض الواضح، فقد يقوي دليلاً ما حينما يكون حجة له، ويضعفه حينما يكون حجة عليه.
ـ زيف تبجحاته بأنَّه أتى بما لم يسبق إليه وأبان بأنَّها مجرد خيالات ناتجة عن أوهام.
ـ قصور اطلاعه على مراجع اللغة، وكتب الحديث، وعدم معرفته بكتب الحديث عند الزيدية خاصَّة.
ـ اجتهاده بجواز طاعة الإمام الجائر وسيرته وتوليه القضاء مع أئمَّة الجور.
ـ الإغارة على كتب العلماء وسرقة ما فيها مع التغيير الطفيف ثم نسبتها إلى نفسه.
- عدم خروجه إلى صلاة الجماعة بدعوى أن ذلك يسقط هيبته وصلاته أثناء مضغ القات وإمامة الصلاة مع نفر قليل في بيته.
وسعى الشوكاني وأصحابه بمحمد بن صالح السماوي عند المهدي عبد الله، وكانت المأساة بأن ضُرِبَ بالجريد وأُودِع دار الأدب، ثم نفي إلى جزيرة كمران، ثم ضربت عنقه ببندر الحديدة بأمر المهدي، عن فتوى من بعض علماء وقته، والسبب أن بعض الإفرنج في المخا حاول الاعتداء بالفاحشة على امرأة من تعز، فرآه أحد فقهاء صنعاء العازمين إلى مكة للحجّ، فأغار عليه وطعنه، ولما علم والي المخا من قبل الإمام عبد الله أراد الوقيعة بالفقيه، فتعصب مع الفقيه العساكر، لكن الوالي أرسله محفوظاً إلى صنعاء حيث تجمع الأهالي، وكتبوا سؤالا إلى العلماء يصفون الواقعة ويستمدون فتاويهم ليعرضوها على المهدي عبد الله كي يفرج عن الفقيه، فلمَّا وصل السؤال إلى (حريوة )، وكانت قد بلغته تلك الفعلة المنكرة، أجاب على السؤال، وأنحى باللائمة على المهدي وأحواله، وصرَّح بتهاونه واسترساله في المظالم، فلما اطَّلع المهدي على جواب الشيخ (ابن حريوة)، غضب وضاقت به وسيعات الرحاب، وكان أهل الشقاق قد ثقل عليهم مقام هذا العالم، وكان شجىً في حلوقهم، وقذى في أعينهم، قد ألقمهم الحجارة، ورد بدعهم المنهارة، وضلَّلَهم، ونصر مذهب العترة بالأدلة، فعظَّموا على المهدي ذلك الجواب، وانتهزوا الفرصة في الأخذ بالثأر وكشفوا النقاب، فأوقع ذلك الظالم بهذا العالم، وأهانه كما يفعل بأهل الجرائم، من ضرب المرافع (الطبول) على ظهره والدوران به في أزقة صنعاء والأسواق، ثمَّ ضربه بالجرائد، وأرسله إلى الحديدة، وكان ضرب عنقه وصلبه.
أُرسل المترجم بعد حبس وتعزير، من صنعاء إلى الحديدة في 10 محرم سنة 1241هـ، وضربت عنقه بأمر المهدي عبد الله، وبقي مصلوباً قرابة الثلاثة أشهر، ففاز بالشهادة، وباء المنفذون والمدبِّرون بالخسران المبين.

## من مؤلفاته
- انحطاط العلم في آخر الزمان. (رسالة مخطوطة).

- شرح تجريد العقائد لنصير الدين الطوسي (مخطوط). قال السيد محسن بن عبد الكريم: بلغ فيه إلى بحث الوجود والعدم، وبناه على أصل واحد قد قرره هو: أنَّ حكم العقل واحد والاختلافات لفظية، فأرجع بذلك الاختلاف إلى الوفاق، وأبان عن فهم ثاقب، وذكاء باهر، ويد طولى، في ذلك العلم.

- العقد المنظَّم في جواب السؤال الوارد من الحرم المحرَّم. (في أصول الدين). رسالة قيّمة، طبعت بتحقيق الدكتور إسماعيل بن إبراهيم الوزير، مع مقدمة ودراسة عن المؤلف في كتيب 77 صفحة سنة 1412هـ.

- شرح الرسالة الوضعية العضدية.

- منتهى الإلمام بأحاديث الأحكام، (جمع فيه من الأحاديث ما لم يجمع في غيره).

- الجمان المجتمعة في الرد على أهل السنة المبتدعة.

- مجموعة من الفتاوى. [1]